# Biberstein
Biberstein es una comuna suiza del cantón de Argovia, situada en el distrito de Aarau. Limita al norte con la comuna de Thalheim, al este con Auenstein y Rupperswil, al sur con Aarau, y al occidente con Küttigen.

## Geografía
Biberstein está situada en la orilla norte del río Aare y en la ladera sur del monte Homberg. La zona urbana es muy angosta y tiene una extensión de dos kilómetros y medio y va de forma paralela al río Aare. El centro de la comuna fue erigido sobre una terraza montañosa. El único terreno plano es el "schachen", una pradera de uso agrícola. Gran parte de las colinas del monte Homberg están cubiertas por bosques. Los bosques están situados a una altura de 650 metros y entre ellos hay muchos pastizales.
El territorio de la comuna es de 410 hectáreas, de las cuales 208 están ocupadas por bosques y solo el 41 se encuentran urbanizadas. El punto más bajo es de 360 m s. n. m. y el más alto está a 768 m s. n. m.

## Historia
Los condes de Habsburgo-Laufenburgo construyeron el Castillo/Burgo señorial Biberstein. En el año 1280, Biberstein fue proclamado como pueblo y burgo. Biberstein fue calificada de "ciudad" el año 1319 pero no contaba con el derecho necesario para ello; sin embargo ya era una "ciudad" amurallada. En 1416, un voraz incendio destruyó la pequeña "ciudad" amurallada; lo cual trajo como consecuencia que Biberstein fuera degradada a ser solamente un pueblo.
Durante la Guerra Suaba de 1499, Biberstein fue ocupada por los berneses los cuales ejercieron una gran influencia desde entonces. En 1527, los berneses le quitaron el poder al Señorío de Biberstein, a la cual también le pertenecían las comunas de Erlinsbach y Küttigen y colocaron de manera arbitraria a un Bailío, que desde ese momento ocupó el castillo. 
A partir de 1535, el pueblo de Biberstein pasó a estar oficialmente bajo el dominio de la ciudad de Berna y formar parte de la región súbdita de "Argovia bernesa". En marzo de 1798 las tropas francesas conquistaron Suiza, despojando los Berneses de sus posesiones y proclamaron la República Helvética. Desde entonces, Biberstein paso a jurisdicción del Cantón de Argovia.
Las crónicas del año 1363, señalaban como principales fuentes de trabajo de los moradores a la producción vitivinícola así como la navegación fluvial. En 1857, los cultivos contaban solamente con aproximadamente 20 Hectáreas. Debido a una plaga de Filoxera, el cultivo de Vid se redujo aún más y a finales del siglo XIX esta labor perdió importancia. A raíz de esto, muchas familias empobrecieron y se vieron obligados a emigrar hacia otros continentes.
A comienzos del siglo XX, la taza demográfica se estancó e incluso bajó. Después de 1950, Biberstein se convirtió en una comuna atractiva para vivir y mientras su población se ha ido duplicando; Aarau pasó a establecerse como centro financiero y político cantonal.

## Atracciones
El castillo Biberstein está ubicado sobre un peñasco muy cerca a la orilla del río Aare. Las instalaciones de este castillo medieval fueron totalmente renovadas y actualmente son utilizadas como hogar, centro de trabajo y capacitación de personas con discapacidad mentales y múltiples. La piscina municipal al aire libre de Biberstein, es 100% ecológica, natural y la primera en Suiza de este tipo.

## Escudo
El escudo de la comuna muestra un castor blanco royendo un tronco amarillento, sentado sobre un peñasco y con un fondo rojo. Este tradicional escudo del Señorío de Biberstein fue encontrado en una crónica de Basilea que data del siglo XVI. La versión moderna cuenta con unas pequeñas reformas y se oficializó en 1977.

## Población
Actualmente, Biberstein cuenta con 1277 habitantes, de los cuales 8,1% son extranjeros. Según el censo del año 2000, 61,6% son protestantes-reformados, 21,4% católicos y 2.3% de religiones diversas. El 94.7% son germano parlantes, 1.0% de lengua inglesa, 0.8 % turco, 0.7% italiana.

## Administración
Los electores y la junta comunal conllevan el poder legislativo. El consejo comunal es el poder ejecutivo y el periodo de gobierno tiene una duración de 4 años. 
El consejo comunal del período 2006-2009 está compuesto por:
- Peter Frei, Burgomaestre
- Dr. Markus Siegrist, Vice-Burgomaestre
- René Bircher
- Martin Hächler
- Rolf Meyer

## Economía
En Biberstein solamente hay 280 puestos de trabajo, de los cuales 28% están en la agricultura, 7% en oficios menores y 65% en el sector de servicios. Más de 3/4 de la población laboral, trabaja fuera de la comuna; mayormente en Aarau. El empleador más importante de la comuna es la fundación "Schloss Biberstein", la cual administra el hogar y taller para discapacitados mentales, así como también la única "tienda" del pueblo.

## Transporte
Biberstein cuenta con el servicio de buses AAR bus+bahn, con el cual uno puede llegar cómodamente al centro de Aarau y/o a la estación central de ferrocarriles (SBB-CFF-FFS). Por la comuna atraviesa una avenida regional que va desde Aarau, pasando por Küttigen, Biberstein, Auenstein, terminando en Wildegg y no es muy congestionada.

## Educación
Biberstein solo cuenta con un Kindergarten y una escuela primaria. La escuela secundaria está en Küttigen, la escuela distrital está en Aarau así como el Liceo.